# Bilz y Pap
Bilz y Pap é o nome combinado dos dois refrigerantes mais populares e vendidos do Chile, a publicidade destes dois produtos é feita em conjunto desde 1970.
A Bilz foi inserida pela primeira vez no mercado chileno em 1902 pela Cervejaria Ebner  através de seu dono, o alemão Andrés Ebner Anzenhofer. A origem deste refrigerante vem de uma bebida não-alcóolica alemã de mesmo nome, inventada pelo médico alemão Friedrich Eduard Bilz. Em 1912, a Cervejaria Ebner foi comprada pela Compañía de Cervecerías Unidas (CCU), maior engarrafadora chilena da época, e então a fórmula do refrigerante foi passada para essa companhia.
A Pap foi criada em 1927, de sabor de papaia.